# Calvin Pryor
Pour les articles homonymes, voir Pryor.
(en) Statistiques sur pro-football-reference
Calvin Pryor, né le 2 juillet 1992 à Port Saint Joe en Floride, est un joueur américain de football américain évoluant au poste de safety.

## Biographie

### Carrière universitaire
Il étudie à l'université de Louisville et joue alors pour les Cardinals de Louisville.

### Carrière professionnelle
Il est sélectionné à la 18e place de la Draft 2014 par les Jets de New York.
En 2014, à son année recrue, il prend part à tous les matchs de la saison régulière. En 16 matchs, il réalise 35 tacles et 2 passes déviées.
En juin 2017, après la draft 2017 de la NFL lors de laquelle les Jets sélectionnent des safetys, Pryor est échangé aux Browns de Cleveland en échange du linebacker Demario Davis.